# سوفیا باغداساریان
سوفیا اولگی باغداساریان (ارمنی: Սոֆիա Օլեգի Բաղդասարյան؛ انگلیسی: Sofia Baghdasaryan؛ ۲ فوریهٔ ۱۹۸۶) یک بازیگر و خواننده اپرا اهل ارمنستان بود. وی از سال میلادی تا کنون فعالیت می‌کند.

## زندگی‌نامه
وی در ۲ فوریهٔ ۱۹۸۶ در ایروان به دنیا آمد و از کنسرواتوار دولتی کومیتاس ایروان فارغ‌التحصیل شد. تئاتر کمدی موزیکال پارونیان آکادمی ملی گروه کر ارمنستان و تالار آکادمی ملی اپرا و باله آلکساندر اسپنداریان فعالیت کرده است. وی همچنین برندهٔ جوایزی همچون جوایز آرتاوازد (۲۰۱۶) و جایزه ویژه رقابت تاتویک سازانداریان اتحادیه آهنگسازان ارمنستان (۲۰۰۶) شده است.

## یادداشت
1. ↑  Վլադիմիր Մայակովսկու անվան թիվ ۷ դպրոց
2. ↑  ՀԹԳՄ «Արտավազդ» մրցանակ
3. ↑  Տաթևիկ Սազանդարյանի անվան մրցույթում Հայաստանի կոմպոզիտորների միության Հատուկ մրցանակ